# Sirinopteryx punctifera
Sirinopteryx punctifera là một loài bướm đêm trong họ Geometridae.